# William Mulvey
William Michael Mulvey (ur. 23 sierpnia 1949 w Houston) – amerykański duchowny katolicki, od 2010 roku biskup Corpus Christi.

## Życiorys
Jest drugim z szóstki dzieci Marjorie i Daniela Mulvey'a jr. Uczęszczał do kilku katolickich szkół, w tym do St. Edward's Catholic High School i na Uniwersytet św. Edwarda. W latach 1971–1976 kształcił się w Kolegium Ameryki Północnej w Rzymie. W roku 1976 uzyskał licencjat z teologii na Uniwersytecie Gregoriańskim. Święcenia kapłańskie otrzymał 29 czerwca 1975 z rąk papieża Pawła VI w bazylice św. Piotra w grupie 360 kleryków, którzy zostali wyświęceni dla uczczenia Roku Świętego. Razem z nim wyświęceni zostali m. in przyszli amerykańscy biskupi: Raymond Leo Burke, Michael Cote, Michael Hoeppner, Glen Provost i Patrick Zurek. Pracował następnie w diecezji Austin m.in. jako wikariusz parafii, kapelan jednej ze szkół, proboszcz kilku parafii, a od 2004 był kanclerzem kurii diecezjalnej. W latach 2007–2009 wikariusz generalny diecezji, a w okresie sede vacante pełnił do dnia 8 marca 2010 funkcję administratora.
18 stycznia 2010 mianowany przez papieża Benedykta XVI ordynariuszem diecezji Corpus Christi. Sakry udzielił mu w dniu 25 marca tego samego roku kardynał Daniel DiNardo, metropolita Galveston-Houston.